# ستيف نيكولز
ستيف نيكولز (بالإنجليزية: Steve Nichols)‏ هو مهندس أمريكي، ولد في 20 فبراير 1947 في مدينة سولت ليك في الولايات المتحدة.